# Uromys
Uromys é um gênero de roedores da família Muridae.

## Espécies
- Uromys anak Thomas, 1907
- Uromys boeadii Groves & Flannery, 1994
- Uromys caudimaculatus (Krefft, 1867)
- Uromys emmae Groves & Flannery, 1994
- Uromys hadrourus (Winter, 1983)
- †Uromys imperator (Thomas, 1888)
- Uromys neobritannicus Tate & Archbold, 1935
- Uromys nero Thomas, 1913
- †Uromys porculus Thomas, 1904
- Uromys rex (Thomas, 1888)
- Uromys scaphax Thomas, 1913
- Uromys siebersi Thomas, 1923